# Тантал (сын Бротея)
Танта́л (др.-греч. Τάνταλος) — персонаж древнегреческой мифологии, встречающийся в нескольких версиях мифов об Атридах. Сын Бротея, внук Тантала старшего. По некоторым мифам, первый муж Клитемнестры. Получил её руку от Тиндарея. Убит Агамемноном вместе с их ребенком. Или Агамемнон убил его и продал их сына. Могила в Аргосе.
Имя Тантал также носит сын Фиеста и Аэропы. Он был убит Атреем, который накормил его мясом Фиеста. Действующее лицо трагедии Сенеки «Фиест».